# 윌리엄 우드 파머
윌리엄 우드 파머(William Wood Farmer, 1813년 4월 27일 ~ 1854년 10월 23일)은 미국의 정치인으로 제3대 루이지애나주 부지사이다.

## 경력
- 1853 ~ 1854 제16대 루이지애나 상원의장
- 1853 ~ 1854.10 제3대 루이지애나 부지사